# Syndrome coronarien aigu
Le syndrome coronarien aigu (SCA) est un ensemble de signes nouveaux motivant la consultation médicale et qui font suspecter l'obstruction ou le rétrécissement  d'une ou plusieurs artères coronaires. Il s'agit d'une urgence médicale.
Il peut s'agir d'infarctus du myocarde ou d'une première crise d'angine de poitrine
Il fait partie, avec la crise d'angor (ou anciennement angine de poitrine), de la famille des insuffisances coronariennes.

## Diagnostic

### Symptômes

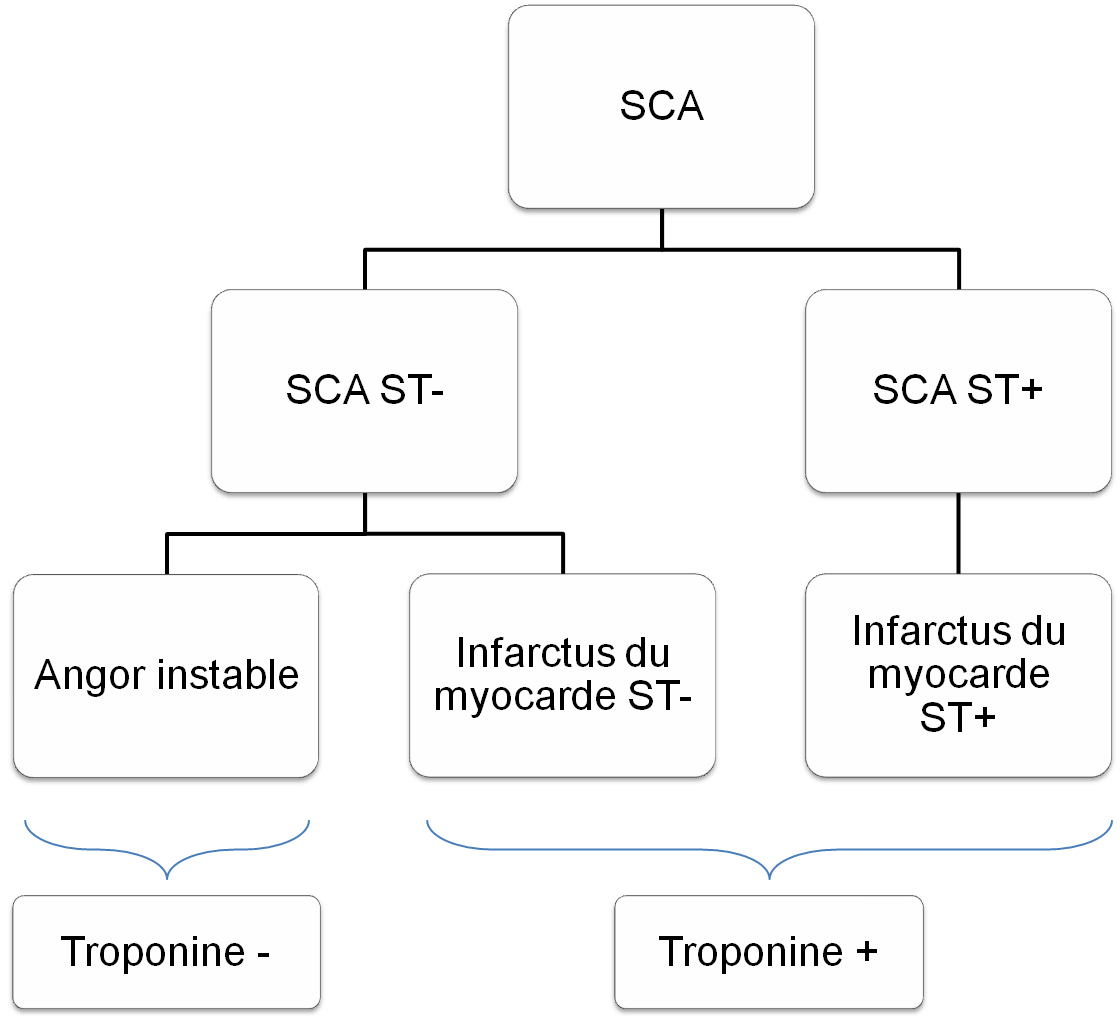
Arbre diagnostic des syndromes coronariens aigus en fonction des résultats de l'électrocardiogramme et de la troponinémie.

Le symptôme est la douleur thoracique. Elle concerne la région rétro-sternale (en arrière du sternum). Elle est violente, habituellement intense (sensation « d'étau broyant la cage thoracique ») et prolongée. Elle est dite pan-radiante, irradiant dans le dos, la mâchoire, les épaules, le bras, la main gauche, l'épigastre (estomac). Elle est angoissante, oppressante (difficultés à respirer), avec sensation de mort imminente.
Cette description correspond à la forme typique et caractérisée. En pratique, toutes les variations existent, jusqu'au syndrome coronarien aigu asymptomatique (sans douleur, sans gêne respiratoire, sans angoisse, ou encore sans malaise).
Sur le plan symptomatique, il existe des formes dites plus trompeuses, douleurs limitées à une (ou à des) irradiation(s), des formes à symptomatologie digestives à type de douleurs épigastriques, des formes limitées à une oppression angoissante, des formes dominées par une complication, des formes avec manifestations de type vagales, malaises, mort subite, œdème pulmonaire, choc cardiogénique (pouls et tension imprenables), tamponnade (compression du cœur par un épanchement), troubles du rythme (palpitations, malaise), des formes psychiatriques (brutale désorientation), fièvre isolée.
Devant toute manifestation dont on ne possède pas la certitude du diagnostic et/ou chez des personnes dont les facteurs de risques sont prédominants, il faut effectuer un électrocardiogramme (ECG) ainsi qu'un dosage de la troponine pour confirmer ou infirmer un syndrome coronarien aigu.

### Examens complémentaires

#### Électrocardiogramme

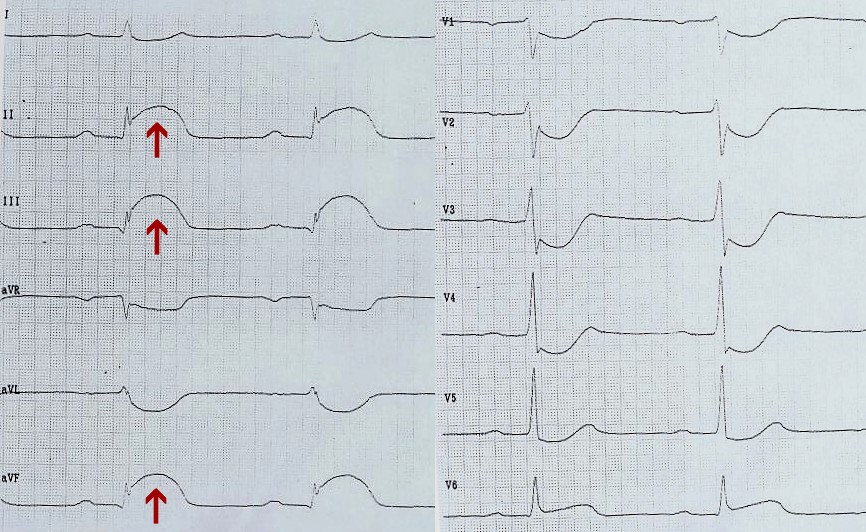
Électrocardiogramme à 12 dérivations montrant des signes d'infarctus du myocarde dans la région inférieure : élévation du segment ST en DII, DIII, et aVF.

Si un électrocardiogramme est réalisé, il peut montrer des anomalies spécifiques.
- Si un sus-décalage du segment ST est présent sur l'électrocardiogramme, on parle de « syndrome coronarien aigu ST+ » ou d'« infarctus avec sus-décalage du segment ST ».
- Dans le cas contraire, on parle de « syndrome coronarien aigu non ST+» (également qualifié de syndrome coronarien ST-).

#### Dosage des marqueurs cardiaques
Selon l'élévation ou non de la concentration sanguine de la troponine, on parle de « syndrome coronarien aigu troponine + » ou « troponine - ».

## Physiopathologie
Chez les personnes atteintes de SCA, la cause la plus courante est la rupture de l'athérome (60%), puis l'érosion de l'athérome (30%), provoquant ainsi la formation d'un thrombus bloquant une artère coronaire.  Dans les cas de rupture de plaque, le contenu de la plaque est riche en lipides, pauvre en collagène, avec une inflammation abondante à prédominance de macrophages, et recouverte d'une fine chappe fibreuse. Dans les cas d'érosion de la plaque, la plaque est riche en matrice extracellulaire, protéoglycane, glycoaminoglycane, mais sans chappe fibreuse, sans cellules inflammatoires. Une fois les artères coronaires désobstruées, il existe toujours un risque de lésion de reperfusion due à la propagation des médiateurs inflammatoires dans l'organisme.
D'autres causes moins fréquentes de syndrome coronarien aigu comprennent la dissection spontanée de l'artère coronaire, l'ischémie en l'absence de maladie coronarienne obstructive (INOCA) et l'infarctus du myocarde en l'absence de maladie coronarienne obstructive (MINOCA).

## Traitement
La prise en charge des syndromes coronariens aigus ST - a fait l'objet de la publication de recommandations. Celles américaines datent de 2014, celles européennes de 2020.
Le syndrome coronarien aigu nécessite dans tous les cas une hospitalisation en urgence, idéalement en unité de soins intensifs cardiologiques.
La prise en charge du syndrome coronarien ST+ nécessite une désobstruction de l'artère coronaire en urgence (pour éviter la nécrose irréversible du myocarde). Dans ce cas on réalise soit une fibrinolyse, soit une angioplastie coronaire avec pose d'un stent, soit un pontage coronarien.
Dans le SCA non ST+, après dosage des troponines, on vérifiera par angiographie la gravité des lésions afin d'adapter la stratégie de revascularisation (stent ou médicament ?).

## Cas particulier: syndrome de Kounis
On parle de syndrome de Kounis pour un « syndrome coronarien aigu (SCA) survenant dans un contexte d'allergie », éventuellement (exceptionnellement) après une piqûre d'insecte.